# N'Singa Udjuu
Joseph N'Singa Udjuu Ongwabeki Untubwe (29 september 1934 – 24 februari 2021) was een politicus uit Zaïre. Hij bekleedde de functie van de Eerste staatscommissaris van Zaïre van 23 april 1981 tot 5 november 1982. Bovendien diende hij als minister van Justitie van 1966 tot 1969.
Mpinga Kasenda · 
André Bo-Boliko Lokonga · 
Jean Nguza Karl-i-Bond · 
N'Singa Udjuu · 
Léon Kengo Wa Dondo · 
Mabi Mulumba · 
Jules-Fontaine Sambwa Pida Nbagui ·
Lunda Bululu ·
Crispin Mulumba Lukoji · 
Étienne Tshisekedi · 
Bernardin Mungul Diaka · 
Faustin Birindwa · 
Norbert Likulia Bolongo